# Rolls-Royce Silver Cloud
Der Rolls-Royce Silver Cloud (dt.: Silberne Wolke) ist ein PKW der Oberklasse, den Rolls-Royce von April 1955 bis März 1966 in Serie herstellte. Er war der Nachfolger des Silver Dawn und wurde 1966 durch den Silver Shadow ersetzt.
Die Straffung der Modellreihen bei Rolls-Royce/Bentley führte dazu, dass sich der Bentley S1 nur am Kühlergrill vom Silver Cloud unterscheiden lässt.
Die Konstruktion unterschied sich deutlich von den Rolls-Royce der Vorkriegsjahre und war im Wesentlichen eine Weiterentwicklung des Vorgängers Silver Dawn; sie lag weitgehend in den Händen von J. P. Blatchley.

## Silver Cloud I
Der Rahmen bestand aus einer einfachen, geschweißten Rechteckrohrkonstruktion und war sehr steif. Wie bei Rolls-Royce üblich, war er von der Karosserie getrennt, was die Konstruktion von Sonderaufbauten ermöglichte. Die meisten Wagen hatten aber die von Pressed Steel hergestellte Werkskarosserie mit Türen, Motorhaube und Kofferraumhaube aus leichtem Aluminium. Selbsttragende Konstruktionen gab es bei Rolls-Royce erst 1965 mit dem Erscheinen des Silver Shadow. Der Wagen war 5385 mm lang, 1899 mm breit und 1950 kg schwer. Der gegengesteuerte (Inlet over Exhaust) Reihensechszylindermotor hatte im Zylinderkopf hängende Einlassventile und seitlich stehende Auslassventile und leistete bei 4,9 Liter Hubraum und mit zwei SU-Gleichdruckvergasern 155 bhp (114 kW) bei 4000 min−1. An ihn war ein vierstufiges Automatikgetriebe angeschlossen. Die Trommelbremsen wurden an allen vier Rädern hydraulisch betätigt und hatten einen mechanischen Bremskraftverstärker (System Hispano-Suiza). Während die Vorderräder einzeln an doppelten Dreieckslenkern mit Schraubenfedern aufgehängt waren, hing die angetriebene Starrachse hinten an halbelliptischen Längsblattfedern. Ab 1956 gab es auf Wunsch auch eine Servolenkung und eine Klimaanlage.
Eine Version mit um 101 mm verlängertem Radstand (LWB= Long Wheelbase) gab es ab September 1957, die dem bis dahin gelieferten Wagen zum Verwechseln ähnlich sah, aber mehr Fußraum für die Rücksitzpassagiere bot. Dieses Modell wurde in vielen Fällen mit einer Separation (Trennwand) mit vollständig versenkbarer Trennscheibe ausgeliefert, jedoch zehrte die Trennwand einen großen Teil des durch die Verlängerung entstandenen zusätzlichen Fußraumes wieder auf. Von der Seite zu erkennen war der verlängerte Wagen an dem etwas größeren hinteren Seitenfenster, das sich (im Gegensatz zum normalen Modell mit kurzem Radstand) nicht mit der Tür öffnete.
Die Modelle Silver Cloud I + II sind äußerlich kaum zu unterscheiden. Den Silver Cloud III erkennt man am leichtesten an den Doppelscheinwerfern und an den in die Front integrierten Blinkern, die bei SC I + II oben auf den Kotflügeln saßen.
Das britische Magazin The Motor testete 1956 einen Silver Cloud I mit kurzem Radstand und Werkskarosserie und registrierte eine Höchstgeschwindigkeit von 166 km/h und eine Beschleunigung von 0–100 km/h in 13,5 s. Der Benzinverbrauch des Testwagens lag bei 19,5 l/100 km und sein Preis bei 5078 £ einschließlich MwSt.

## Silver Cloud II
Der Silver Cloud II wurde 1959 eingeführt. Außen gab es kaum Unterschiede zum Vorgänger, aber der Wagen hatte einen 6,2-l-V8-Motor, der ein auf 2,1 t erhöhtes Leergewicht verursachte. Die Motorleistung war deutlich gestiegen und der Wagen erreichte eine Höchstgeschwindigkeit von 183 km/h. Die wesentlichsten Verbesserungen aber lagen in der besseren Beschleunigung und dem höheren Drehmoment. Die Servolenkung wurde nun serienmäßig eingebaut. Auf Wunsch gab es elektrische Fensterheber.
Das britische Magazin The Motor testete 1960 einen Silver Cloud II und registrierte eine Höchstgeschwindigkeit von 169 km/h und eine Beschleunigung von 0–100 km/h in 10,9 s. Der Benzinverbrauch des Testwagens lag bei 22,0 l/100 km und sein Preis bei 6092 £ einschließlich MwSt.

## Silver Cloud III
Der Silver Cloud III erschien 1963. Die äußeren Dimensionen waren leicht verändert, der Innenraum neu gestaltet und das Gewicht um fast 100 kg gesenkt. Verbesserungen am Motor umfassten 2″-SU-Vergaser an Stelle der alten mit 1 ¾″ Durchmesser der Serie II. Die Verdichtung des Motors stieg auf 9,0 : 1, da das höheroktanige Benzin auf den meisten Märkten der Welt dies zuließ. Rolls-Royce weigerte sich, wie schon beim Vorgängermodell, die genaue Motorleistung anzugeben, meinte aber, das neue Modell habe eine „vielleicht um 7 % höhere Leistung“. Diese höhere Motorleistung und das geringere Gewicht sorgten für etwas bessere Fahrleistungen. An den Trommelbremsen wurde hingegen festgehalten. Der Silver Cloud III hatte Doppelscheinwerfer, die denen des späteren Silver Shadow sehr ähnlich sahen und im Vergleich zu den vorangegangenen Baureihen des Silver Cloud eine bessere Lichtausbeute hatten. In Rolls-Royce-Dokumenten wird erwähnt, dass das Vieraugengesicht eingeführt wurde, um die Kunden auf den von Grund auf neuen Silver Shadow vorzubereiten bzw. um die letzte Serie Cloud im Vergleich mit dem neuen Wagen nicht allzu alt aussehen zu lassen.
Trotz Kritik an den zurückhaltenden Änderungen verkaufte sich der Silver Cloud III so gut, dass Sonderschichten gefahren werden mussten, um alle Bestellungen abzuarbeiten. Die Produktion des Standard Steel Saloon endete daher zwar wie vorgesehen 1965, die letzten Sonderversionen wurden aber erst 1966 fertiggestellt.
Eine Variante des Silver Cloud III ist ein inoffiziell als „Chinese Eye“ bekannter Viersitzer. Sein Design ist eine Weiterentwicklung des Cabriolets (im englischen Sprachraum als Drop-Head-Coupé bezeichnet, Cabriolets waren dort i.d.R viertürig mit komplett versenkbaren Seitenscheiben. Vom Silver Cloud wurden nur sehr wenige „echte“ Cabriolets mit 4 Türen gebaut, alle anderen waren Drop-Head-Coupés, teilweise mit Sonderkarosserien), das der Norweger Vilhelm Koren ursprünglich für den Bentley S2 Continental entworfen hatte und das beim hauseigenen Karosserier Park Ward hergestellt worden war. Rolls-Royce erwarb 1961 das Karosseriebauunternehmen H. J. Mulliner & Co. und legte es mit Park Ward zusammen (das seit 1939 ganz zu Rolls-Royce gehörte). Daraus entstand H.J. Mulliner, Park Ward Inc. (MPW). Zum überarbeiteten Koren-Entwurf kam nun auch ein Fixed Head Coupe (Coupé) mit scharf geschnittener Dachlinie. Um die MPW-Anlagen in Willesden besser auszulasten, wurde erstmals auch eine Rolls-Royce Variante aufgelegt. Anders als das Bentley-Gegenstück mit dem Continental-Motor erhielt dieses aber keine Leistungssteigerung. Die versetzt angeordneten Doppelscheinwerfer, die dieser Variante ihren Spitznamen gaben, erhielt auch der entsprechende S3 Continental. Insbesondere die Coupé-Version nimmt viele Details des späteren Silver Shadow vorweg.
Von diesem Modell wurden nur 100 Stück gefertigt, einschließlich des Cabriolets, das Peter Sellers vier Jahre lang besaß, und eines weiteren, das unter anderem Lucille Ball gehörte. Eine blaue Cabrioletversion wurde auch vom Hauptdarsteller im britischen Film Blow Up von 1966 gefahren.

### Galerie

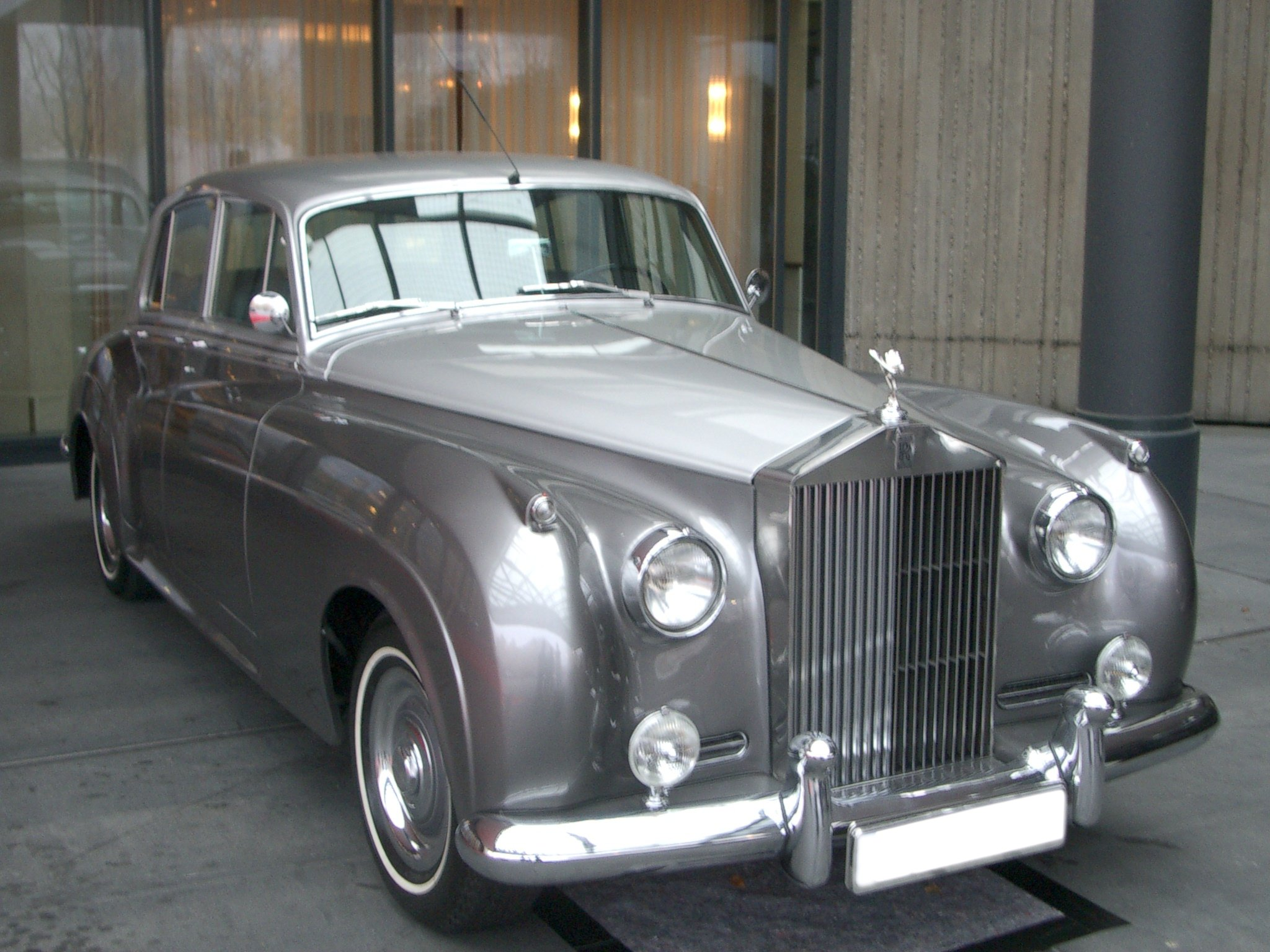
Rolls-Royce Silver Cloud I (1959)
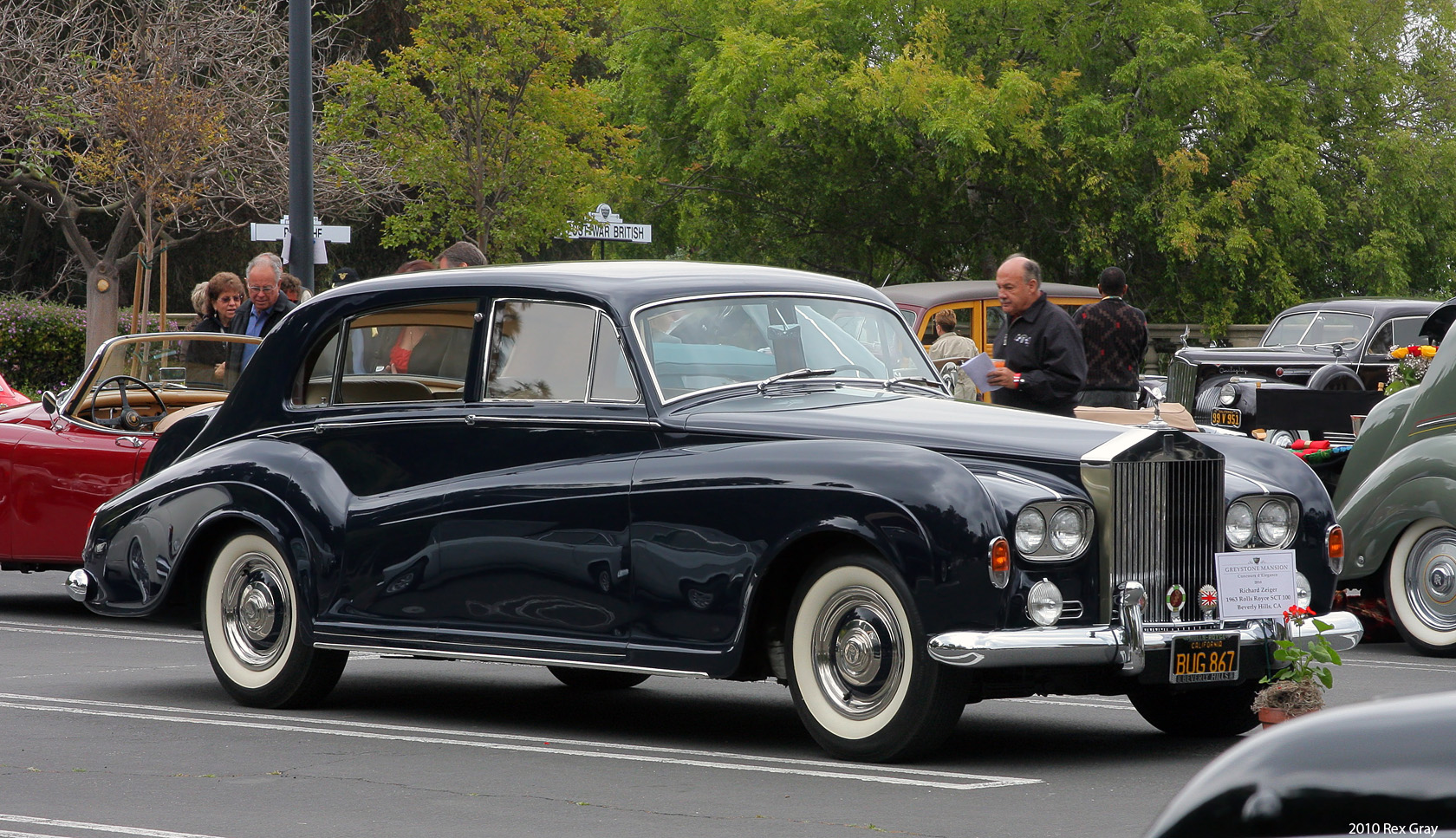
Rolls-Royce Silver Cloud III Limousine James Young (1963)
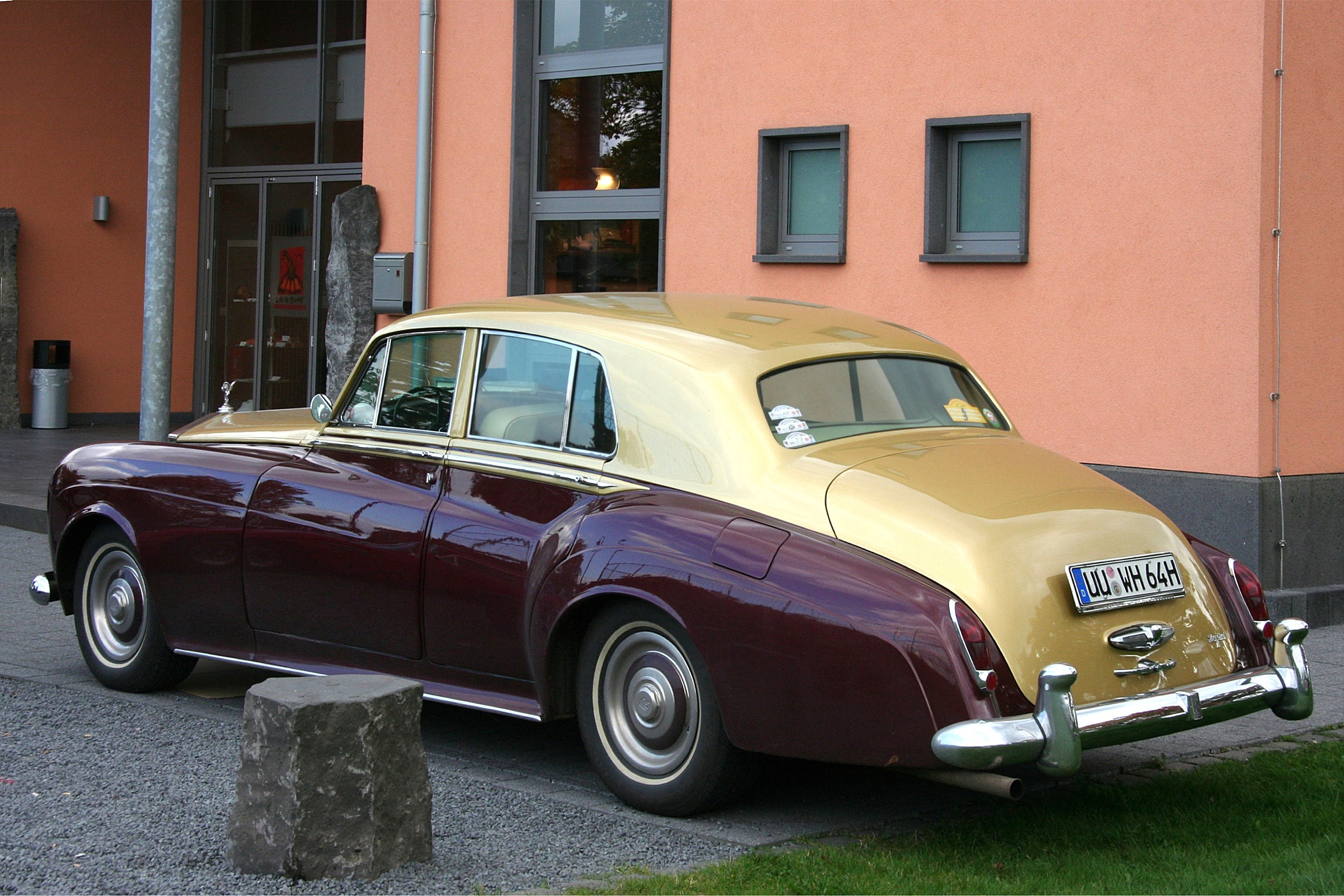
Rolls-Royce Silver Cloud III (1964)
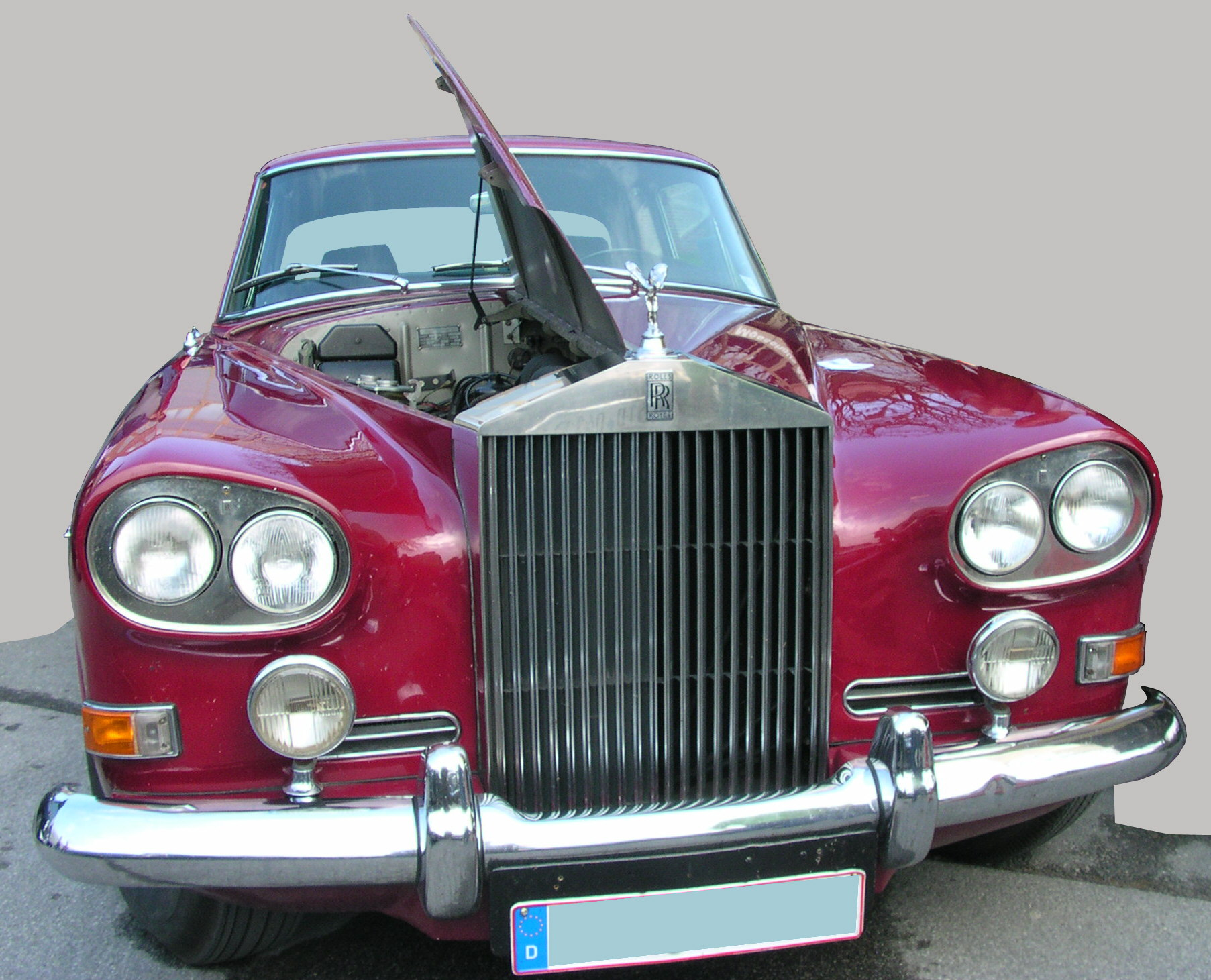
Rolls-Royce Silver Cloud III „Chinese Eye“ mit Karosserie von Mulliner Park Ward (1964)
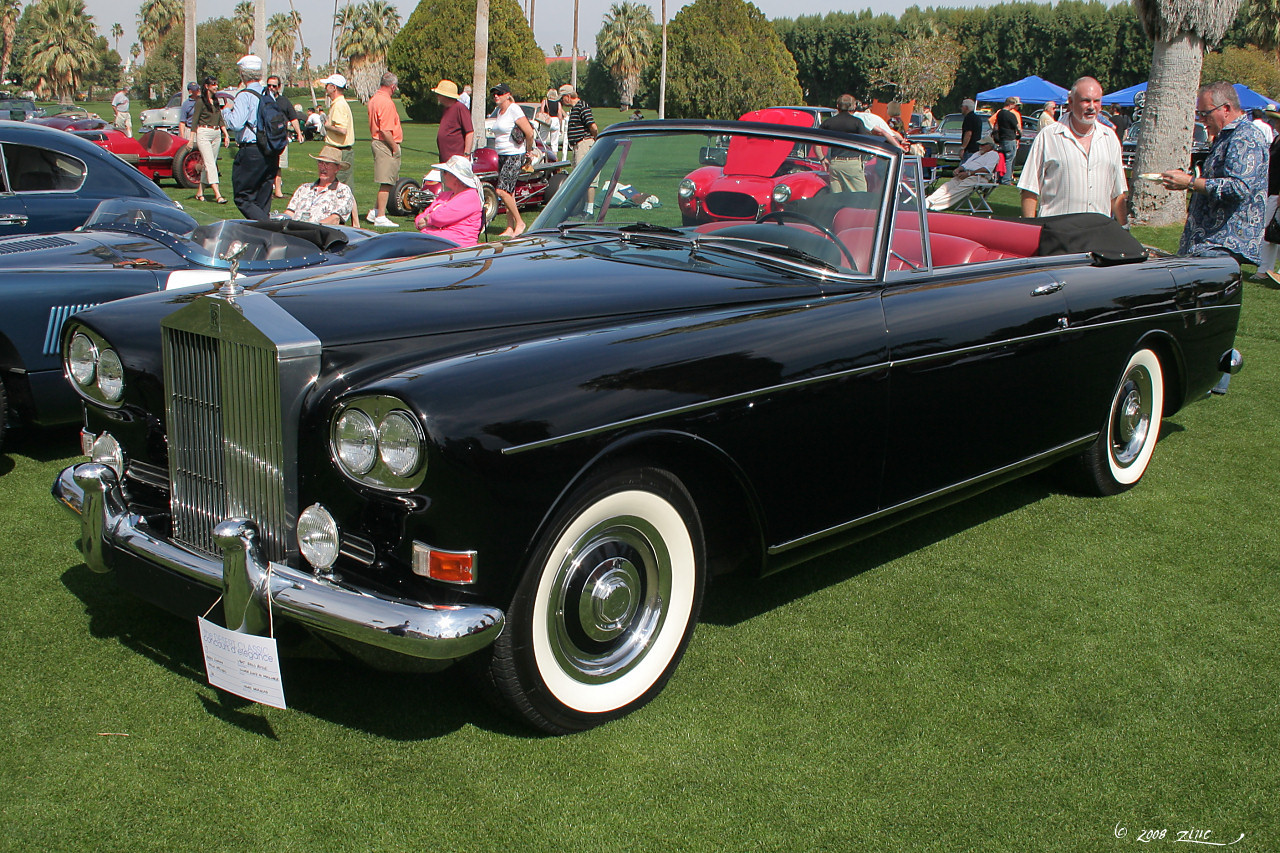
Rolls-Royce Silver Cloud III mit Karosserie von Mulliner Park Ward

## Produktionszahlen
- Silver Cloud I: 2238
- Silver Cloud I mit langem Radstand: 85
- Silver Cloud I mit Sonderaufbauten: 121

- Silver Cloud II: 2417
- Silver Cloud II mit langem Radstand: 258
- Silver Cloud II mit Sonderaufbauten: 107

- Sliver Cloud III: 2044
- Silver Cloud III mit langem Radstand: 206
- Silver Cloud III mit Sonderaufbauten: 328

## Quelle
Culshaw, David & Horrobin, Peter: The Complete Catalogue of British Cars 1895–1975, Veloce Publishing plc., Dorchester (1997), ISBN 1-874105-93-6.